# 李惠淑
李惠淑（韓語：이혜숙，1962年9月4日—），韓國女演員。1991年憑電影《銀馬不會來》獲得蒙特婁世界電影節最佳女演員獎，是繼申惠琇之後，第二位在該影展獲得演員獎的韓國女演員。

## 演出作品

### 電視劇
韓劇
- 1979年：MBC《偵查組長》
- 1979年：MBC《第三班》
- 1980年：MBC《安國洞夫人》飾演 Bingoong
- 1981年：MBC《情婦小姐》飾演 最小的兒媳婦
- 1981年：MBC《女人列傳－張禧嬪》飾演 仁顯王后
- 1982年：MBC《女人之戰-恩長島》
- 1983年：MBC《高山人金正浩》
- 1983年：MBC《朝鮮500年-楚東宮媽媽》
- 1984年：MBC《韓國政府總司令》飾演 李完容的養女（日本間諜）
- 1984年：MBC《噴霧》飾演 尹熙
- 1984年：MBC《Jump Club》
- 1985年：MBC《朝鮮王朝五百年－壬辰倭亂》飾演 淀殿
- 1986年：MBC《冬花》飾演 韓美京
- 1987年：MBC《明天與明天》飾演 美妍

- 1988年：MBC《三個女人》飾演 張世熙
- 1988年：MBC《都市飢荒》飾演 池秀熙
- 1989年：KBS1《Senoya》飾演 姜信愛
- 1989年：KBS2《花巢》
- 1990年：MBC《夢實姐姐》飾演 夢實的繼母北村台
- 1991年：KBS2《附近的山谷》飾演 韓敏華
- 1991年：KBS2《哥》
- 1994年：KBS2《窗外吹來的風》飾演 元熙
- 1995年：KBS2《好男孩好女孩》飾演 崔允京
- 1996年：KBS2《當女人戀愛時》飾演 鄭仁
- 1996年：MBC《德惠》飾演 德惠公主
- 1996年：KBS2《Shooting》飾演 餐廳老闆
- 1996年：MBC《簡單車站》飾演 崔妍宇
- 1997年：KBS2《Happy Morning》
- 1997年：MBC《三男三女》
- 1998年：SBS《洪吉東》飾演 春善
- 1998年：SBS《擁抱》飾演 鄭愛
- 1999年：KBS2《學校》飾演 數學老師尹有蘭
- 1999年：KBS2《學校2》飾演 數學老師尹有蘭
- 1999年：MBC《美麗的選擇》飾演 高允貞
- 2000年：KBS2《我喜歡她》飾演 春熙
- 2000年：KBS2《學校3》飾演 數學老師尹有蘭
- 2000年：SBS《Duk-i》飾演 Soonyoung
- 2000年：SBS《警察特戰隊》飾演 姜珠模
- 2001年：SBS《女人天下》飾演 尹元亨的妻子金氏
- 2001年：KBS1《新媽媽》飾演 李海心
- 2001年：MBC《美味關係》飾演 權美淑
- 2002年：SBS《明朗少女成功記》飾演 文正林（社長）
- 2002年：MBC《預約愛情》飾演 姜仁玉
- 2002年：KBS2《瞻星台的月亮》飾演 順英
- 2003年：KBS2《你好！西班牙獵犬》飾演 Min Ji-mo
- 2003年：MBC《我的威風女友》飾演 尹智淑
- 2003年：MBC《旋轉木馬》飾演 恩喬和珍喬的母親（特別出演）
- 2003年：KBS1《百萬朵玫瑰》飾演 金順英
- 2003年：SBS《王的女子》飾演 金仁彬
- 2003年：MBC《我要跑》飾演 吳賢美
- 2004年：KBS2《四月之吻》飾演 Oh Shin-ja
- 2004年：MBC《英雄時代》飾演 千泰熙（成年）
- 2004年：SBS《嫂嫂19歲》飾演 宋京華
- 2004年：KBS2《OH!必勝奉順英》
- 2004年：KBS2《哥》飾演 金敏熙
- 2005年：MBC《Haehoo》飾演 尹玉
- 2005年：MBC《第五共和國》飾演 張玲子
- 2005年：KBS2《悲傷啊，再見！》飾演 姜惠善
- 2005年：KBS2《愛情中毒》飾演 林英愛
- 2005年：KBS2《電視文學館-陣雨》
- 2006年：KBS2《再見先生》飾演 Mihee
- 2006年：KBS1《19歲的純情》飾演 崔惠淑
- 2006年：KBS2《特殊搜查日誌：1號館事件》飾演 李真雅
- 2007年：KBS1《你的風景》飾演 張默然
- 2007年：MBC《梅麗大邱攻防戰》飾演 吳星子
- 2007年：MBC《Ground Zero》飾演 朴成熙
- 2007年：KBS1《比天高比地厚》飾演 鄭武甯的生母
- 2008年：MBC《天下絕色朴貞今》飾演 沙善子
- 2008年：SBS《為什麼來我家》飾演 基東的母親金美順
- 2008年：KBS1《你是我的命運》飾演 洪妍實
- 2008年：SBS《玻璃之城》飾演 韓陽淑
- 2009年：KBS2《夥伴們》第3集 飾演 鄭海淑
- 2009年：MBC《給我飯》飾演 尹美熙
- 2009年：SBS《不要猶豫》飾演 李貞秀
- 2009年：MBC《英雄》飾演 明熙
- 2010年：SBS《鄰居冤家》飾演 韓秀希
- 2010年：SBS《南瓜花純情》飾演 王必順
- 2011年：KBS2《Dream High》飾演 宋南芬（森動母）
- 2011年：KBS1《我們家的女人們》飾演 金華姸
- 2011年：SBS《我的愛在我身邊》飾演 金善雅（特別演出）
- 2011年：SBS《如果明日來臨》飾演 金寶貝
- 2012年：SBS《時尚王》飾演 尹香淑
- 2012年：KBS1《星星月亮摘給你》飾演 吳英瑄
- 2013年：SBS《我的愛蝴蝶夫人》飾演 西維亞·崔／崔恩熙
- 2013年：MBC《金子輕鬆出來吧》飾演 張德熙
- 2013年：SBS《好好長大的女兒荷娜》飾演 林青蘭
- 2015年：SBS《生活追擊者李在九》
- 2015年：KBS2《青鳥之家》飾演 鄭秀卿
- 2015年：SBS《歸來的黃金福》飾演 車美妍
- 2016年：SBS《美女孔心》飾演 律師事務所代表夫人（特別演出）
- 2017年：MBC《歸來的福丹芝》飾演 殷惠淑
- 2018年：KBS2《我唯一的守護者》飾演 羅紅實
- 2022年：TV朝鮮《結婚作詞，離婚作曲（第三季）》飾演 金冬美

日劇
- 1988年：富士電視台《紐約之戀》飾演 張美姬
- 1991年：富士電視台《金之戰》飾演 崔文姬（房子）
- 2001年：富士電視台《Dancing Daeseoul Line》
- 2004年：富士電視台《新紐約之戀》飾演 小池美姬

### 電影
- 1980年：《冬戀》
- 1981年：《白色微笑》
- 1981年：《冰點81》飾演 Youngok
- 1981年：《Hot the Youth》飾演 Ha Mi-ae
- 1984年：《呼喚》飾演 鄭先生
- 1984年：《被遺忘的季節》飾演 Soo-Kyung
- 1984年：《A Lifetime of Words》飾演 Julie
- 1985年：《陌生人》飾演 Ari
- 1985年：《泰》飾演 Gwi-deok
- 1986年：《胡說八道》飾演 Son Jeong-hee
- 1986年：《誘惑的時代》飾演 Jin Yeon
- 1987年：《碧昌》飾演 李美淑
- 1991年：《小時候的肖像》飾演 Jeongnim Lee
- 1991年：《駱駝不單獨哭》飾演 宇熙
- 1991年：《銀馬不會來（朝鲜语：은마는 오지 않는다）》飾演 Eonrye
- 1992年：《金的戰爭》飾演 Fusako
- 2001年：《妮娃與俊河》飾演 Wani Mo（客串）
- 2008年：《無防備都市》飾演 宋愛順（特別出演）
- 2009年：《國家代表》飾演 鮑勃的媽媽

## 獎項

### 電視劇
- 1982年：百想藝術大獎電視部門女子新人獎《女人列傳－張禧嬪》
- 1990年：百想藝術大賞電視部門人氣獎《Senoya》

### 電影
- 1991年：蒙特婁世界電影節最佳女演員獎《銀馬不會來（朝鲜语：은마는 오지 않는다）》
- 1991年：百想藝術大獎電影部門最優秀女子演技獎《銀馬不會來》
- 1991年：青龍電影獎人氣明星獎《銀馬不會來》
- 1991年：韓國電影評論家協會獎最佳女主角《銀馬不會來》
- 2009年：春史電影獎最佳女配角《國家代表》